# Triunfo romano

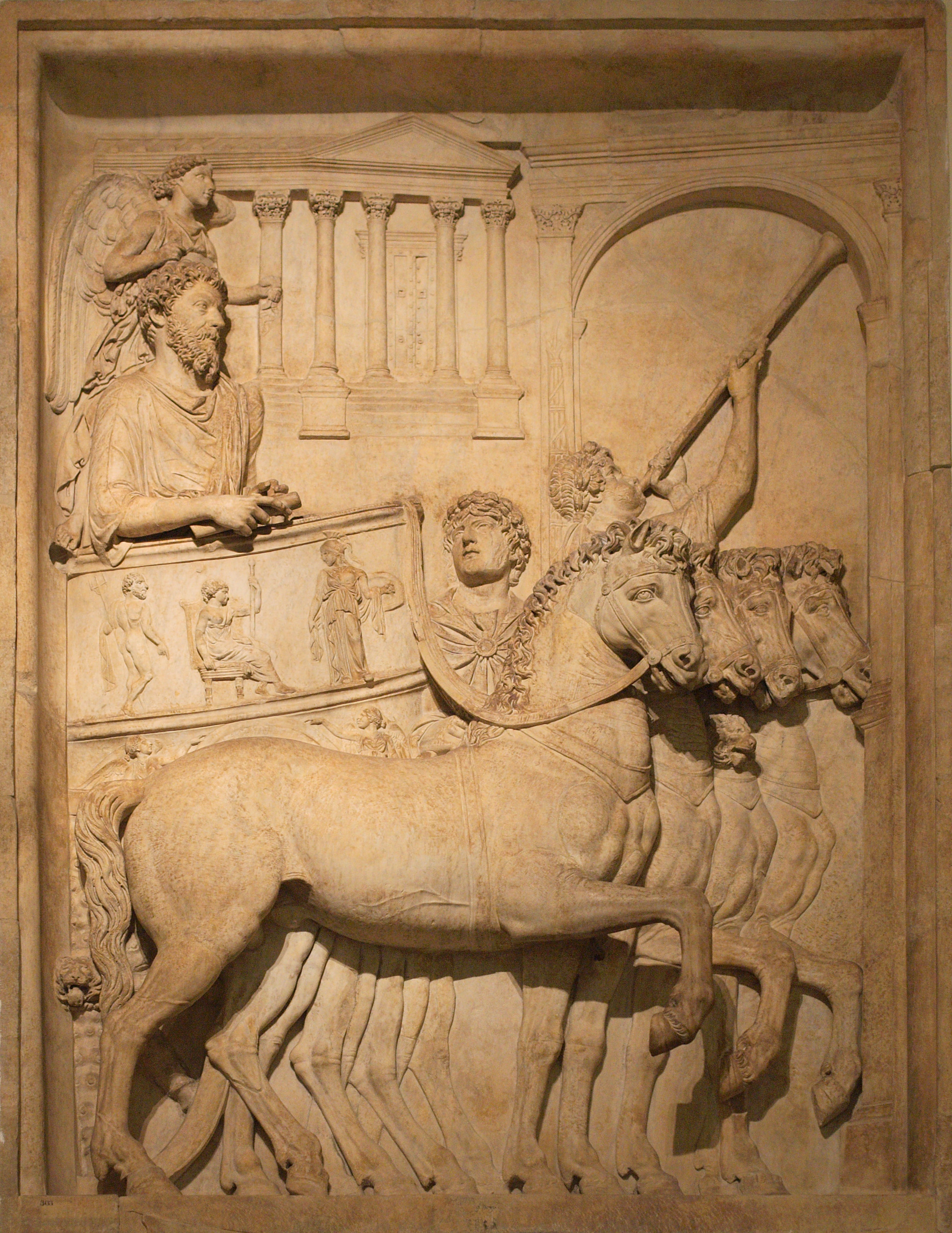
Panel con la representación de un triunfo del emperador Marco Aurelio; un genius alado se sitúa sobre su cabeza.

El triunfo (triumphus) era una ceremonia civil y un rito religioso de la antigua Roma, que se llevaba a cabo para celebrar y consagrar públicamente el éxito de un comandante militar que había conducido a las fuerzas romanas a una victoria al servicio del Estado u, original y tradicionalmente, a uno que había culminado con éxito una campaña militar en el extranjero.
El día de su triunfo el general lucía una corona de laurel y la toga picta triunfal, púrpura y bordada en oro, que lo identificaba como casi monarca o incluso divino. Desfilaba montado en un carro tirado por cuatro caballos por las calles de Roma con su ejército sin armas, los prisioneros y su botín de guerra. En el templo de Júpiter, en la colina Capitolina, ofrecía al dios un sacrificio y las pruebas de su victoria. La mos maiorum republicana requería que, a pesar de estos extraordinarios honores, el general se comportara con digna humildad, como un ciudadano mortal que triunfó en nombre del Senado, el pueblo y los dioses de Roma. Inevitablemente, el triunfo brindaba extraordinarias oportunidades para la promoción personal, además de sus aspectos religiosos y militares. 
La mayoría de las fiestas romanas eran acontecimientos fijados en su calendario, mientras que la tradición y la ley reservaban los triunfos a las grandes victorias y aseguraban que la celebración, la procesión, las fiestas y los juegos públicos promovieran la posición y los logros del general. En la republicana tardía, debido a la creciente competencia entre los aventureros político-militares germen del incipiente imperio romano, los triunfos eran extravagantes, prolongándose en algunos casos en varios días de juegos y entretenimientos públicos. A partir del Principado el triunfo reflejó el orden imperial y la preeminencia de la familia imperial.
El triunfo fue intencionadamente imitado por los estados medievales y posteriores con la celebración de los «desfiles reales» y otros eventos ceremoniales.

## Antecedentes y ceremonias

### Vir triumphalis

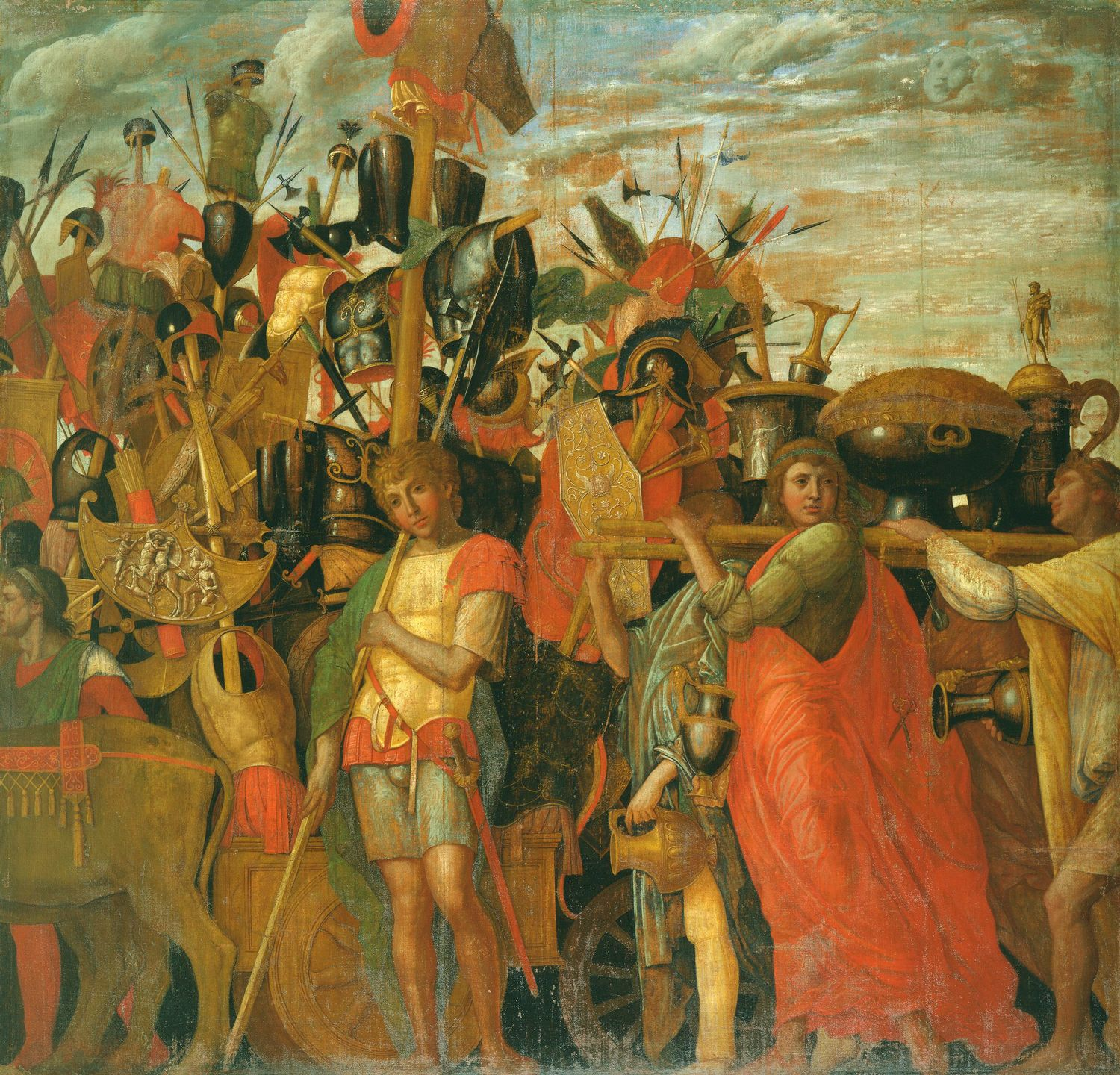
Escena de Los triunfos del César, de Andrea Mantegna (1482-94, en la actualidad en la Royal Collection).

En la Roma republicana, los logros militares verdaderamente excepcionales merecían los más altos honores posibles, que relacionaban al vir triumphalis ('hombre de triunfo', posteriormente conocido como triumphator 'triunfador'), con el pasado mítico y semimítico de Roma. El general era prácticamente «rey por un día» y posiblemente casi una divinidad. Lucía las vestimentas tradicionalmente asociadas tanto a la antigua monarquía romana como a la estatua de Jupiter Capitolinus: la toga picta púrpura y dorada, la corona de laurel, las botas rojas y, posiblemente, la cara pintada de rojo de la deidad suprema de Roma. Era llevado en procesión por la ciudad en un carro tirado por cuatro caballos, ante la mirada de sus compañeros y de una multitud que aplaudía, hasta el templo de Júpiter Capitolino. El botín y los cautivos de su victoria abrían el camino; sus tropas le seguían. Una vez en el templo Capitolino, sacrificaba dos bueyes blancos a Júpiter y ponía a sus pies las pruebas de su victoria, dedicándosela al Senado Romano, al pueblo y a los dioses.
Los triunfos no estaban asociados a ningún día, estación o fiesta religiosa en particular del calendario romano. La mayoría parece que se celebraron a la primera oportunidad posible, probablemente en días que se consideraron propicios para la ocasión. La tradición requería que, durante la celebración de un triunfo, todos los templos estuvieran abiertos. De esta forma, la ceremonia era, en cierto modo, compartida por todos los dioses romanos, aunque las coincidencias con fiestas y efemérides específicas eran inevitables. Algunas pueden haber sido casuales, pero otras fueron planeadas. Por ejemplo, el 1 de marzo, la festividad y dies natalis de Marte, el dios de la guerra, fue el día del primer triunfo de Publícola (504 a. C.), de otros seis triunfos republicanos, y del primer triunfo que se celebró, el del legendario Rómulo. Pompeyo pospuso su tercer y mayor triunfo durante varios meses para hacerlo coincidir con su propio dies natalis.
Al margen de sus aspectos religiosos, el centro de la celebración era el propio general. La ceremonia lo promovía, aunque temporalmente, por encima de todos los romanos mortales. Desde la época de Escipión el Africano el general triunfador estaba vinculado (al menos para los historiadores durante el Principado) a Alejandro Magno y al semidiós Hércules, que habían trabajado desinteresadamente en beneficio de toda la humanidad. Su suntuosa carroza triunfal estaba recubierta de encantos (fascinus) contra la posible envidia (invidia) y malicia de los espectadores. En algunos textos se dice que un compañero o un esclavo le recordaba de vez en cuando su mortalidad (memento mori).

### Procesión
Los primeros «triunfos» romanos probablemente fueron simples desfiles de la victoria, celebrando el regreso de un general victorioso y su ejército a la ciudad, junto con los frutos de su victoria, finalizando con alguna forma de devoción a los dioses. Esto puede que fuera así en el caso de los primeros y legendarios y semilegendarios reyes de la época regia de Roma, cuando el rey era el más alto magistrado y caudillo del ejército. A medida que la población, el poder, la influencia y el territorio de Roma aumentaban, también lo hacían la escala, la duración, la variedad y la extravagancia de sus procesiones triunfales.
La procesión (pompa) se reunía en el espacio abierto del Campus Martius probablemente mucho antes del amanecer. Desde allí, sin contar todos los retrasos y accidentes imprevistos, avanzaría a un ritmo de marcha lento en el mejor de los casos, interrumpido por varias paradas planificadas en el trayecto hasta su destino final, el templo Capitolino, a una distancia de algo menos de 4 km. Las procesiones triunfales eran notoriamente extensas y lentas; las más largas podían durar dos o tres días (y posiblemente más) y algunas podían ser más extensas que la ruta misma.
Algunas fuentes antiguas y modernas sugieren un orden procesional bastante estandarizado. Primero venían los líderes, aliados y soldados cautivos (y a veces sus familias) que generalmente caminaban encadenados; algunos estaban destinados a ser ejecutados o exhibidos posteriormente. Las armas capturadas, armaduras, oro, plata, estatuas y tesoros curiosos o exóticos iban cargados detrás de ellos, junto con pinturas, cuadros y maquetas que representaban lugares y episodios significativos de la guerra. A continuación, todos a pie, los senadores y magistrados de Roma, seguidos por los lictores del general con sus vestimentas militares rojas, sus fasces envueltos en laurel, y luego el general en su cuadriga. Un compañero, o un esclavo público (Servus publicus), podía compartir el carro con él o, en algunos casos, sus hijos menores. Sus oficiales y sus hijos mayores cabalgaban cerca. Sus tropas, sin armas, le seguían luciendo togas y coronas de laurel, cantando «io triumphe!» y entonando canciones atrevidas a expensas de su general. En algún lugar de la procesión, dos impecables bueyes blancos son conducidos para el sacrificio a Júpiter, adornados con guirnaldas y con los cuernos dorados. Todo ello acompañado de música, nubes de incienso y el esparcimiento de flores.
Apenas se tiene conocimiento de la infraestructura y gestión de la procesión. Sin duda su enorme coste fue sufragado en parte por el Estado, pero sobre todo por el botín conseguido por el general, en el que la mayoría de las fuentes antiguas se centran con gran detalle, aunque utilizan superlativos poco probables. Esta riqueza inyectaba enormes sumas a la economía romana; la cantidad aportada por el triunfo de Octavio tras su conquista de Egipto provocó una caída de los tipos de interés y una fuerte subida de los precios de las tierras. Ninguna fuente antigua se ocupa de la logística de la procesión y se desconoce por ejemplo donde los soldados y cautivos, en una procesión de varios días, podrían haber dormido y comido, o donde estos varios miles de personas, más los espectadores, podrían haber estado emplazados para la ceremonia final en el templo Capitolino.

### Recorrido
Cualquier ruta original o tradicional probablemente habría sido desviada hasta cierto punto por las numerosas remodelaciones y reconstrucciones de la ciudad, o a veces por elección del propio general. Basándose en reconstrucciones modernas, El punto de partida, Campus Martius, se encontraba fuera del límite sagrado de la ciudad (pomerium ), en la ribera occidental del Tíber. La procesión entraba en la ciudad a través de una Porta Triumphalis y cruzaba el pomerium, donde el general entregaba su mando a los senadores, magistrados. Continuaba a través del Circo Flaminio, bordeando la base sur de la colina Capitolina y el Velabrum, por una Via Triumphalis hacia el Circo Máximo, quizás dejando a los prisioneros destinados a ser ejecutados en el Tullianum. Se entraba en la vía Sacra, luego en el Foro y finalmente se ascendía la colina Capitolina hasta el Templo de Júpiter. Una vez completado el sacrificio y las dedicatorias, la procesión y los espectadores se dispersaban en banquetes, juegos y otros entretenimientos patrocinados por el general triunfador. 

### Banquetes, juegos y entretenimientos
En la mayoría de los triunfos, el general financiaba cualquier banquete posterior a la procesión con su parte del botín. Había fiestas para el pueblo y otras privadas, mucho más suntuosas, para la élite; algunas duraban casi toda la noche. Dionisio nos ofrece un contraste con los suntuosos banquetes triunfales de su tiempo al conferirle al triunfo de Rómulo, legendario fundador de Roma, el más primitivo de los «banquetes» posibles: los romanos ordinarios organizan mesas de comida como «bienvenida a casa» y las tropas que regresaban tomaban sorbos y mordisqueaban algo de comida mientras desfilan por ellas; también recrea el primer banquete triunfal republicano en la misma línea. Varrón afirma que su tía ganó 20 000 sestercios suministrando 5000 tordos para el triunfo de Cecilio Metelo en el 71 a. C.
Algunos triunfos incluían los ludi como cumplimiento del juramento del general a un dios o diosa pronunciado antes de la batalla o durante el fragor del combate a cambio de su ayuda para asegurar la victoria. En la República los pagaba el general triunfador; Marco Fulvio Nobilior hizo voto de celebrar unos ludi a cambio de la victoria sobre la Liga Etolia y pagó diez días de juegos tras su triunfo.

### Conmemoración

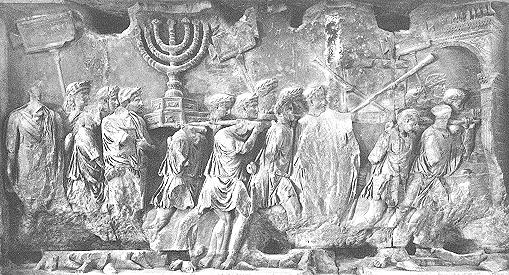
Detalle del arco de Tito que muestra su triunfo en 71 d. C. por su exitoso sitio de Jerusalén.

La mayoría de los romanos puede que nunca vieran un triunfo, pero su simbolismo impregnaba la imaginación y la cultura material romanas. Los generales triunfadores acuñaban y distribuían monedas de alto valor para extender su fama triunfal y su generosidad por todo el imperio. Las emisiones de Pompeyo por sus tres triunfos son características. Una es un áureo que en el anverso tiene un borde laureado que rodea una cabeza femenina que personifica a África; a su lado, el título de «Magnus» (El Grande), con una vara (lituus) y una jarra como símbolos de su augurio; el reverso lo identifica como procónsul en una carroza triunfal a la que asiste la diosa Victoria. Un denario triunfal muestra tres trofeos, símbolo de los tres continentes en los que había triunfado, con la vara y la jarra de su augurio. Otro denario muestra un globo terráqueo rodeado de cuatro coronas triunfales que simbolizan su conquista mundial y una mazorca para mostrar que su victoria garantizaba el suministro de grano a Roma.
Según la tradición republicana, se esperaba que un general luciera sus vestiduras triunfales solamente el día de su triunfo; a partir de entonces, presumiblemente, se exhibirían en el atrio de la casa de su familia. Como miembro de los nobiles, tenía derecho a un tipo particular de funeral en el que una serie de actores caminaban detrás de su féretro con las máscaras de sus antepasados; otro actor representaba al propio general y su mayor logro en la vida llevando su máscara funeraria, los laureles triunfales y la toga picta. Cualquier otra cosa era profundamente sospechosa; a Pompeyo se le concedió el privilegio de llevar su corona triunfal en el Circo, pero se encontró con una recepción hostil. En la época imperial, los emperadores usaban esta vestimenta para indicar su elevado rango y posición y para identificarse con los dioses romanos y el orden imperial, una característica fundamental del culto imperial.
La construcción y la dedicatoria de obras públicas monumentales ofrecieron oportunidades para conmemorar el triunfo de manera local y permanente. En el año 55 a. C., Pompeyo inauguró el primer teatro construido en piedra de Roma como un regalo al pueblo romano, financiado con sus botines. Su galería y sus columnatas se convirtieron en un espacio de exposición y probablemente contenían estatuas, pinturas y otros trofeos conseguidos durante sus diversas victorias; contenía un nuevo templo para la diosa patrona de Pompeyo, Venus Victrix (Venus victoriosa); el año anterior había emitido una moneda que la mostraba coronada con laureles triunfales. Julio César también proclamó a Venus como patrona y antepasada divina; le construyó un nuevo templo y se lo dedicó durante su cuarto triunfo en el año 46 a. C.
Augusto, heredero de César y primer emperador de Roma, construyó un imponente monumento triunfal en Accio, en la costa griega, con vistas a la escena de su decisiva batalla naval contra Antonio y Cleopatra; los espolones de bronce de los barcos de guerra egipcios capturados se proyectaban desde las murallas hacia el mar. La iconografía imperial fue identificando cada vez más a los emperadores con los dioses, empezando por la reinvención augusta de Roma como una monarquía virtual (el Principado). Paneles esculpidos en el arco de Tito (construido por Domiciano) celebran el triunfo conjunto de Tito y Vespasiano sobre los judíos tras el sitio de Jerusalén con una procesión triunfal de cautivos y tesoros confiscados al templo de Jerusalén, algunos de los cuales financiaron la construcción del Coliseo; otro panel muestra el funeral y la apoteosis del Tito deificado.

## Derecho a un triunfo
En la tradición republicana, solo el Senado podía conceder un triunfo. Un general que quisiera uno enviaría su petición e informaría al Senado. Oficialmente, los triunfos se otorgaban por méritos militares sobresalientes; el Estado pagaba por la ceremonia si se cumplían esta y otras condiciones (que parecen haber variado en distintos momentos y de un caso a otro) o el Senado pagaba al menos la procesión oficial. La mayoría de los historiadores romanos basan el resultado de la solicitud en un debate y votación abiertos en el Senado, cuya legalidad se ratificada por una de las asambleas populares; el Senado y el pueblo controlaban así las arcas del Estado y recompensaban o frenaban a los generales. Algunos triunfos parecen haber sido concedidos directamente, con un debate mínimo. Otros fueron rechazados, pero siguieron adelante de todos modos, con el llamamiento directo del general al pueblo por encima del Senado y una promesa de juegos públicos a su costa. Otros fueron bloqueados o concedidos solo después de interminables disputas. Senadores y generales por igual eran políticos, y la política romana era notoria por sus rivalidades, alianzas cambiantes, tratos secretos y soborno público manifiesto. Las discusiones del Senado probablemente habrían girado en torno a la tradición triunfal, los precedentes y el decoro; de forma menos abierta pero más preocupada, habría girado en torno a la expansión de los poderes políticos y militares del general y su popularidad y a las posibles consecuencias de apoyar u obstaculizar su futura carrera. No hay evidencia firme de que el Senado aplicara un conjunto prescrito de «normativa triunfal» al tomar sus decisiones, aunque Valerio Máximo afirma que un triunfo solo podría concederse a un general victorioso que hubiera matado al menos a 5000 enemigos en una sola batalla.
Durante el Principado los triunfos se politizaron y se convirtieron más en manifestaciones de autoridad y legitimidad imperial.

### Ovación
A un general se le podía conceder un «triunfo menor» conocido como ovación. Se concedían cuando no se declaraba la guerra a nivel de naciones o Estados, cuando se consideraba que un enemigo era inferior (como esclavos o piratas), o cuando el conflicto se resolvía con poco o sin peligro para el ejército propio. El general victorioso entraba en la ciudad a pie, sin sus tropas, con su toga pretexta de magistrado y llevando una corona de mirto en honor a Venus. Las ovaciones se enumeran junto con los triunfos en los Fasti Triumphales.
En el año 211 a. C., el Senado rechazó la petición de un triunfo de Marcelo tras su victoria sobre los cartagineses y sus aliados grecosicilianos, aparentemente porque su ejército aún estaba en Sicilia y no podía unirse a él. En cambio, le ofrecieron una acción de gracias (supplicatio) y una ovación. El día anterior celebró un triunfo no oficial en el monte Albano. Su ovación fue de proporciones triunfales; incluía una gran pintura que mostraba su asedio a Siracusa, las armas de asedio utilizadas, el oro, la plata y los ornamentos regios capturados, así como las estatuas y los opulentos muebles por los que Siracusa era famosa. En la procesión participaron ocho elefantes, símbolo de su victoria sobre los cartagineses. Sus aliados hispanos y sirios encabezaron la marcha llevando coronas de oro; se les concedió la ciudadanía romana y tierras en Sicilia.
En el año 71 a. C. a Craso se le concedió una ovación por aplastar la revuelta de Espartaco e incrementó sus honores llevando una corona de laurel «triunfal» de Júpiter.

## Fuentes

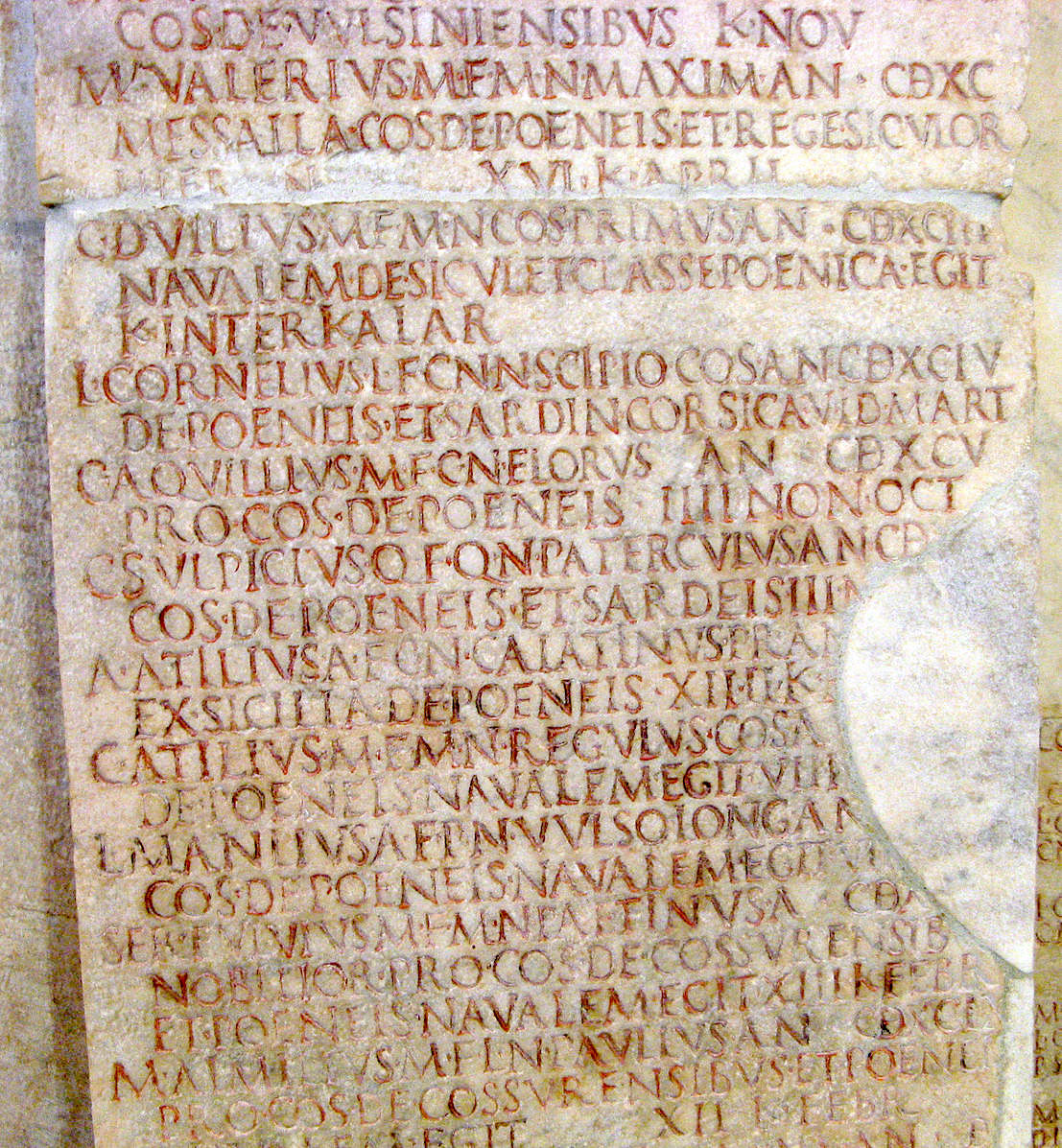
Segmento XX de los Fasti Triumphales, un fragmento que registra los triunfos durante la Primera guerra púnica.

## Evolución

### Orígenes y durante la Monarquía
Los orígenes y el desarrollo de este privilegio son poco conocidos. Los historiadores romanos situaron el primer triunfo en el pasado mítico; algunos pensaban que databa de la fundación de Roma, otros lo consideraban incluso más antiguo. Los etimólogos romanos consideraban que el canto de triumpe de los soldados era un préstamo lingüístico por vía etrusca del griego thriambus (θρίαμβος), entonado por los sátiros y otros asistentes en las procesiones dionisias y bacanales. Plutarco y algunas fuentes romanas remontaron el primer triunfo romano y la vestimenta «monárquica» del triumphator hasta el mítico primer rey de Roma, Rómulo, cuya derrota del rey de los caeninenses, Acrón, se consideraba concomitante con la fundación de Roma en el año 753 a. C. Ovidio ofrece un fabuloso y poético precedente triunfal en el regreso del dios Baco/Dioniso de su conquista de la India, conducido en un carro de oro tirado por tigres y rodeado de ménades, sátiros y borrachos de diversa índole. Arriano atribuyó elementos dionisíacos y «romanos» similares a una procesión de la victoria de Alejandro Magno. Como gran parte de la cultura romana, los elementos del triunfo se basaban en precursores etruscos y griegos; en particular, se creía que la toga picta púrpura bordada que usaba el general triunfador provenía de la toga real de los reyes etruscos de Roma.
En cuanto a los triunfos de la época de la monarquía romana, los Fasti Triumphales supervivientes están incompletos. Después de las tres entradas para el legendario fundador de la ciudad faltan once líneas de la lista, tras las cuales aparecen Anco Marcio, Tarquinio Prisco, Servio Tulio y finalmente Tarquinio el Soberbio, último rey de Roma. Los Fasti fueron recopilados unos cinco siglos después de la era monárquica y probablemente representan una versión aprobada y oficial de varias tradiciones históricas distintas. Del mismo modo, las primeras historias escritas que se conservan de la época monárquica, escritas algunos siglos después, intentan reconciliar varias tradiciones, o bien debatir sus méritos. Dionisio, por ejemplo, le atribuye a Rómulo tres triunfos, el mismo número que en los Fasti; Livio no le otorga ninguna, y en su lugar le acredita la primera spolia opima, en la que las armas y la armadura despojadas a un enemigo derrotado fueron dedicadas a Júpiter; Plutarco le concede una, completa y con carruaje. Tarquinio figura con dos triunfos en los Fasti, pero sin ninguno en Dionisio. Ninguna fuente antigua otorga un triunfo al sucesor de Rómulo, el pacífico rey Numa.

### Durante la República
Los aristócratas de Roma expulsaron a su último rey como tirano y legislaron la desaparición de la monarquía. Compartían entre sí los antiguos poderes y autoridad de la realeza en forma de magistraturas. Durante la República romana, la magistratura más alta posible era la de cónsul electo, que se ejercía por un período de un año. En tiempos de crisis o emergencia, el Senado podía nombrar a un dictador para que sirviera por un período más largo, aunque esto podía parecer peligrosamente cercano al poder vitalicio de los reyes. El dictador Furio Camilo obtuvo cuatro triunfos, pero finalmente fue exiliado; fuentes romanas posteriores señalan su triunfo del año 396 a. C. como posible causa de la ofensa, al utilizar un carro tirado por cuatro caballos blancos, una composición que estaba debidamente reservada para Júpiter y Apolo (al menos en la tradición y la poesía posteriores). El comportamiento de un general republicano triunfante estaba muy vigilado por sus compañeros aristócratas, así como los símbolos utilizados en su triunfo, atentos a cualquier señal de que podría aspirar a ser más que «rey por un día». 
Desde la República Media-Tardía, la expansión de Roma a través de sus conquistas ofreció a sus aventureros político-militares extraordinarias oportunidades de autopromoción; la larga serie de guerras entre Roma y Cartago generaron doce triunfos en diez años. Hacia el final de la República, los triunfos se hicieron aún más frecuentes, suntuosos y competitivos, cada uno de ellos con la intención (generalmente exitosa) de superar al último. Tener un antepasado triunfador (incluso uno muerto desde hacía mucho tiempo) era muy importante en la sociedad y la política romanas, y Cicerón comentó que, en su carrera por el poder y la influencia, algunos individuos se esforzaron por conferir a un antepasado incómodamente ordinario una grandeza y dignidad triunfal, lo que distorsionó una tradición histórica que ya de por sí era fragmentaria y poco fidedigna.
Para los historiadores romanos, el incremento de la ostentación triunfal socavó las antiguas «virtudes campesinas» de Roma. Dionisio de Halicarnaso afirmó que los triunfos de su época «se apartaron en todos los aspectos de la antigua tradición de la frugalidad». Los moralistas se quejaban de que las exitosas guerras en el extranjero podrían haber aumentado el poder, la seguridad y la riqueza de Roma, pero también crearon y alimentaron un apetito degenerado por la exhibición pomposa y la novedad superficial. Livio remonta el comienzo de la degeneración al triunfo de Cneo Manlio Vulsón del año 186, que dio a conocer a los romanos de a pie a frivolidades galacias como cocineros especializados, muchachas flautistas y otras «seductoras cenas de diversión». Plinio añade a la lista «aparadores y mesas con una sola pata», pero atribuye la responsabilidad del movimiento de Roma hacia el lujo a las «1400 libras de objetos de plata y 1500 libras de vasijas de oro», traídas poco antes por Escipión Asiático con motivo de su triunfo en el año 189 a. C.
Los tres triunfos otorgados a Pompeyo fueron fastuosos y controvertidos. El primero, en 80 o 81 a. C., fue por su victoria sobre el rey Hiarbas de Numidia en 79 a. C., concedido por un Senado amedrentado y dividido bajo la dictadura del protector de Pompeyo, Sila. Por entonces Pompeyo solo tenía 24 años y era un simple jinete. Los conservadores romanos desaprobaban esta precocidad, pero otros veían su logro juvenil como señal de un prodigioso talento militar, favor divino y esfuerzo personal; además, tenía un público popular y entusiasta. Su triunfo, sin embargo, no fue del todo según lo previsto. Su carruaje estaba tirado por un grupo de elefantes para representar su conquista africana (o quizás incluso para superar el legendario triunfo de Baco), pero resultaron ser demasiado voluminosos para pasar por la puerta triunfal, por lo que tuvo que desmontar mientras un equipo de caballos se acoplaba en su lugar. Esta vergüenza seguramente deleitó a sus críticos, y probablemente a algunos de sus soldados, cuyas demandas de dinero habían sido casi unas revueltas. A pesar de este incidente, su postura firme en el asunto del dinero elevó su posición entre los conservadores y Pompeyo parece que aprendió una lección de política populista. En su segundo triunfo (71 a. C., el último de una serie de cuatro que se celebraron ese año), se dijo que sus donaciones de dinero a su ejército rompieron todos los precedentes, aunque las cuantías indicadas en el relato de Plutarco son inverosímilmente altas: 6000 sestercios para cada soldado (aproximadamente seis veces su salario anual) y unos 5 millones para cada oficial.
Pompeyo obtuvo su tercer triunfo en el año 61 a. C. para celebrar su victoria sobre Mitrídates VI. Era una oportunidad para superar a todos los rivales, e incluso a sí mismo. Tradicionalmente, los triunfos duraban un día, pero el suyo duró dos, en un despliegue sin precedentes de riqueza y lujo. Plutarco afirmó que este triunfo representaba la dominación de Pompeyo sobre el mundo entero (en nombre de Roma) y un logro para eclipsar incluso el de Alejandro Magno. La narración de Plinio de este triunfo se centra en una ominosa visión retrospectiva de un gigantesco busto retrato del general triunfante, una pieza de «esplendor oriental» enteramente cubierta de perlas, anticipando su posterior humillación y decapitación.

### Durante el Imperio

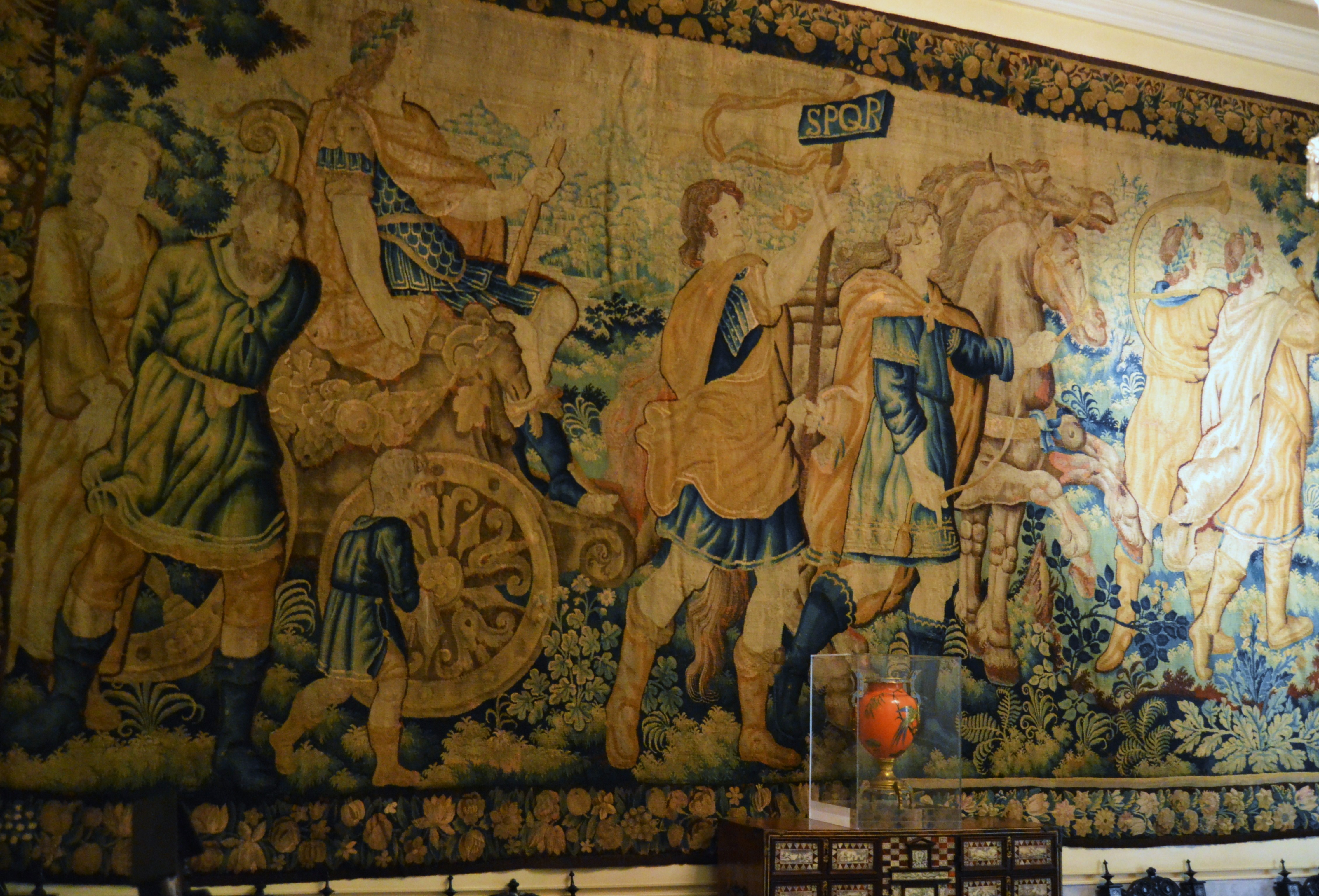
Tapiz flamenco del en el palacio del Marqués de Dos Aguas representando un triunfo romano.

Tras el asesinato de Julio César, Octavio asumió el título de imperator y se convirtió en cabeza permanente del Senado a partir del año 27 a. C. bajo el nombre y el título de Augusto. El año anterior había bloqueado la concesión por parte del Senado de un triunfo a Craso el Joven, a pesar de su aclamación como «Imperator» y del cumplimiento de todos los criterios tradicionales de calificación de la república, excepto el de cónsul de pleno derecho. Técnicamente, los generales de la época imperial eran legados del emperador gobernante, por lo que Augusto reclamó la victoria como suya; sin embargo le permitió a Craso un segundo triunfo, que aparece en la lista de los Fasti Triumphales de 27 a. C. A Craso también se le negó el excepcional (y técnicamente lícito, en su caso) honor de dedicar la spolia opima de esta campaña a Júpiter Feretrius.
El último triunfo que aparece en los Fasti es del año 19 a. C. Para entonces, el triunfo había sido absorbido por el sistema de culto imperial augustino, en el que solo al emperador se le concedería un honor tan elevado, ya que él era el Imperator supremo. El Senado, al más puro estilo republicano, habría celebrado una sesión para debatir y decidir los méritos del candidato; pero esto era poco más que una formalidad. La ideología augusta insistía en que Augusto había salvado y restaurado la República, y celebraba su triunfo como estado de cosas permanente, y su liderazgo militar, político y religioso como responsable de una era sin precedentes de estabilidad, paz y prosperidad. Desde entonces, los emperadores reivindicaron el triunfo como un privilegio imperial. A los que no pertenecen a la familia imperial se les pueden conceder «ornamentos triunfales» (ornamenta triumphalia) o una ovación, como la de Aulo Plaucio en tiempos de Claudio. El Senado todavía debatía y votaba sobre estos asuntos, aunque el resultado probablemente ya estaba decidido. Durante la época imperial el número de triunfos se redujo drásticamente.
Los panegíricos imperiales del imperio tardío combinan elementos triunfales con ceremonias imperiales como la investidura consular de los emperadores y el adventus, la llegada «triunfal» formal de un emperador a las diversas capitales del Imperio en su peregrinaje por las provincias. Algunos emperadores estaban siempre en movimiento y rara vez o nunca fueron a Roma. El emperador cristiano Constancio II entró en la ciudad por primera vez en su vida en el año 357, varios años después de derrotar a su rival Magnencio, de pie en su carro triunfal «como si fuera una estatua». Teodosio I el Grande celebró su victoria sobre el usurpador Magno Clemente Máximo en Roma el 13 de junio de 389. El panegírico de Claudiano al emperador Honorio registra el último triunfo oficial conocido en la ciudad de Roma y el Imperio occidental. El emperador Honorio lo celebró junto con su sexto consulado el 1 de enero de 404; su general Estilicón había derrotado al rey visigodo Alarico I en las batallas de Pollentia y Verona. Según el martirologio cristiano, san Telémaco fue martirizado por una turba cuando intentaba detener los ludi con gladiadores (munera gladiatoria) habituales en estos triunfos, lo que llevó a que finalmente se prohibieran; sin embargo, en el año 438 d. C. el emperador de Occidente Valentiniano III encontró motivos para volverlos a prohibir, lo que indica que no siempre se aplicó esta prohibición.
En el año 534, bien entrado el período bizantino, Justiniano I otorgó al general Belisario un triunfo que incluyó algunos elementos cristianos y bizantinos «radicalmente nuevos»; Belisario había llevado a cabo con éxito una campaña contra el líder vándalo Gelimer para restaurar la antigua provincia romana de África al control de Bizancio durante la guerra vándala de 533-534. El triunfo se celebró en la capital romana oriental de Constantinopla. El historiador bizantino Procopio de Cesarea, testigo presencial que anteriormente había estado al servicio de Belisario, describe la procesión de exhibición del botín incautado del Templo de Jerusalén en el año 70 d. C. por el emperador romano Tito, que incluía la menorá del Templo. El tesoro había sido almacenado en el Templo de la Paz de Roma después de su exhibición en el desfile triunfal de Tito y su representación en su arco de triunfo; luego fue confiscado por los vándalos durante su saqueo de Roma de 455; finalmente lo recuperaron en la campaña de Belisario. Los objetos en sí mismos bien podrían haber recordado los antiguos triunfos de Vespasiano y su hijo Tito, pero Belisario y Gelimer desfilaron a pie, como en una ovación. La procesión no concluyó en el Templo Capitolino de Roma con un sacrificio a Júpiter, sino que lo hizo en el Hipódromo de Constantinopla con la recitación de una plegaria cristiana y la postración de los generales triunfantes ante el emperador.

## Influencia

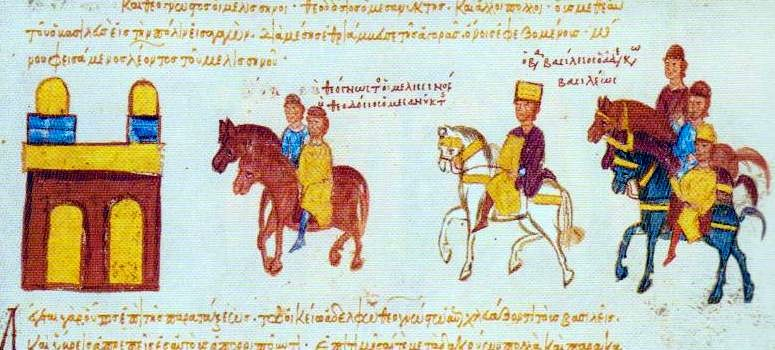
Miniatura del Skylitzes Matritensis que muestra la procesión triunfal del emperador Basilio II por el Foro de Constantinopla.

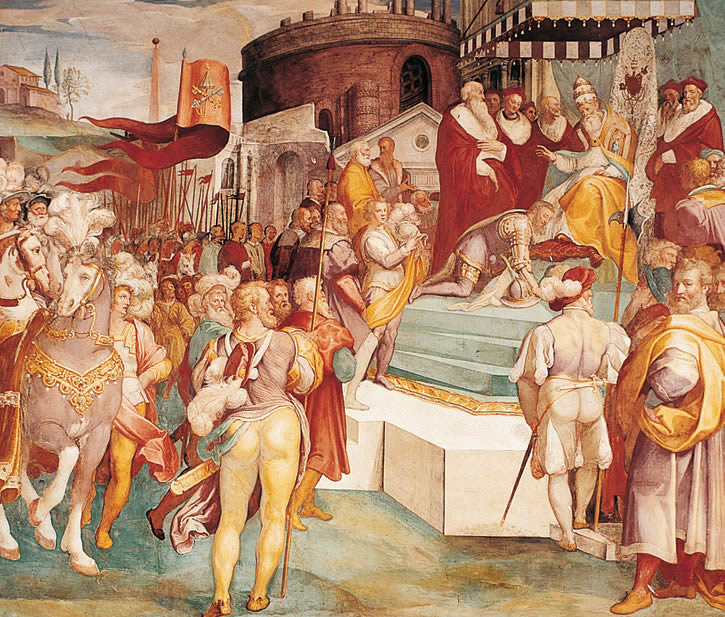
Carlos I de España anunciando la captura de Túnez al papa Paulo III en un tapiz anónimo del.

Durante el Renacimiento, reyes y magnates buscaban vínculos ennoblecedores con el pasado clásico. El condotiero gibelino Castruccio Castracani derrotó a las fuerzas de la Florencia güelfa en la batalla de Altopascio de 1325. El emperador del Sacro Imperio Luis IV de Baviera lo nombró duque de Lucca y la ciudad le ofreció un triunfo al estilo romano. La procesión estuvo encabezada por sus cautivos florentinos, obligados a portar velas en honor al santo patrón de Lucca; Castracani les seguía montado en un carruaje decorado. Su botín incluía el carroccio de Florencia.
En su Roma Triumphans (1459) Flavio Biondo reivindica el antiguo triunfo romano, despojado de sus ritos paganos, como una herencia legítima de los emperadores del Sacro Imperio Romano Germánico. En Los triunfos, un libro influyente y de gran difusión, el poeta italiano Petrarca representaba los temas triunfales y las biografías de los antiguos textos romanos como ideales para un gobierno culto y virtuoso. La serie de pinturas de gran tamaño de Andrea Mantegna Los triunfos del César (1484-92, en la actualidad en el palacio de Hampton Court) se hizo célebre de inmediato y fue copiada repetidamente en forma impresa. Las Triumphzug Kaiser Maximilians (1512-19) encargadas por el emperador Maximiliano I de Habsburgo a un grupo de artistas, entre los que se encontraba Alberto Durero, fue una serie de xilografías de un triunfo imaginario del propio Maximiliano que se podía colgar como un friso de 54 metros de largo.
En la década de 1550, los fragmentos de los Fasti Triumphales fueron desenterrados y parcialmente restaurados; Los Fasti de Onofrio Panvinio los continuaron desde donde los antiguos finalizaban. El último triunfo registrado por Panvinio fue la Parada Real del sacro emperador Carlos V en Roma el 5 de abril de 1536, después de su conquista de Túnez en 1535. Panvinio lo describió como un triunfo romano «sobre el infiel». El emperador siguió la antigua ruta tradicional, «pasando por las ruinas de los arcos triunfales de los soldados-emperadores de Roma», donde «actores vestidos de antiguos senadores aclamaban el regreso del nuevo César como miles christi» (soldado de Cristo).</ref>
La extravagante entrada triunfal de Enrique II de Francia en Ruan en 1550 no fue «menos grata y deliciosa que el tercer triunfo de Pompeyo ... magnífica en riquezas y abundante en el botín de las naciones extranjeras». Un arco de triunfo construido para la parada real de entrada en París de Luis XIII de Francia en 1628 incluía una representación de Pompeyo.